# Aero Commander (entreprise)
Pour les articles homonymes, voir Aero Commander.
 (mai 2017).
Si vous disposez d'ouvrages ou d'articles de référence ou si vous connaissez des sites web de qualité traitant du thème abordé ici, merci de compléter l'article en donnant les références utiles à sa vérifiabilité et en les liant à la section « Notes et références ».
Aero Commander est un constructeur aéronautique américain aujourd'hui disparu. 
Il a produit la gamme des bimoteurs Aero Commander.

## Ted R. Smith
Ted R. Smith (en) (1906-1976) fut d'abord ingénieur chef de projet chez Douglas. Il fut responsable du Douglas DB-7, bombardier moyen bimoteur destiné initialement à l’Armée de l'air française et que la RAF utilisa sous la désignation de Boston. L’USAAF adopta une version d’attaque, le A-20 Havoc. La guerre était loin d’être terminée que Ted R. Smith (en) envisageait déjà le marché civil. Or il remarqua que les compagnies aériennes manquaient de flexibilité et que les hommes d’affaires se trouvaient souvent (ou avaient une destination) éloignés des aéroports desservis par les lignes régulières. Il devait donc y avoir un marché pour une aviation privée offrant le confort et la sécurité que l’on pouvait attendre de l’aviation commerciale. Ted R. Smith (en) fut donc le créateur de l’aviation d'affaires. La firme Douglas ne s’intéressant pas au concept, Ted R. Smith (en) fonda en décembre 1944 à Culver City, Californie, Aero Engineering Co pour développer son idée. Le 21 décembre 1944 Ted R. Smith (en) regroupait autour de lui 14 autres employés de Douglas (Parmi lesquels Rod Absher, L.J. Anderson, Harry Branton, Richard McInturff, Al Moore, Dave Olsen, and Ernie Bahr) et lançait les bases de son futur bimoteur.

## Le premier bimoteur d'affaire
En juillet 1946 les grandes lignes du futur avion (relativement proches de celles du DB-7) étaient établies et la réalisation de l’outillage destiné à la construction d’un prototype commença. À l’exception de Ted R. Smith (en), les membres du groupe étant encore employés chez Douglas, cette construction s’effectua sur leurs temps libres et ils furent rémunérés en parts du capital d’Aero Design. Il faudra 52 000 heures de travail (dont 32 000 d’études) et 175 000 U$ pour réaliser le prototype Model L- 3805 qui effectua son premier vol le 23 avril 1948. Les performances de l’appareil se révélèrent conformes aux attentes.
Ce premier pas accomplis, il fallait trouver des soutiens industriels et financiers pour supporter une production de série. Or peu de gens comprenaient alors l’utilité de ce type d’appareil, dont le marché restait à créer. Heureusement George Pew, ingénieur et pilote de Philadelphie, puis les frères Rufe et William Amis d’Oklahoma City apportèrent un soutien financier nécessaire à la conduite des essais en vol. Mieux, les frères Amis parvinrent à amener d’autres habitants d’Oklahoma City à investir dans le projet et la certification CAA (6A1) put être ainsi obtenue le 30 juin 1950.

## Un succès commercial
George Pew et les frères Amis ayant décidé de financer le lancement de la production, la société fut réorganisée en septembre 1950. Devenue Aero Design and Engineering Company, elle s’installa à Bethany, près d’Oklahoma City, dans un hangar de 2 300 m2 loué sur Tulakes Airport (Aujourd’hui Wiley Post Airport). Le 9 mai 1951 le prototype décollait à pleine charge d’Oklahoma City sans son hélice gauche pour un vol sans escale jusqu’à Washington, DC. Une preuve spectaculaire de la fiabilité de l’avion largement relayée par la presse de l’époque. Tandis que le carnet de commande s’épaississait le premier Aero Commander 520 de série quittait la chaine de montage le 25 août 1951. Il effectuait son premier vol deux jours plus tard et le 5 février 1952 on enregistrait la première livraison. Le Model 520 laissa la place sur les chaines au Model 560 en 1954, et fin 1955 sortaient les premiers Model 680, version à moteur compressé. En 1958 apparut le Model 500, version économique, et en 1962 la version allongée 680FL Grand Commander. En 1955 l’Aero Commander 680 fut jugé assez sur par l’USAF pour qu’il soit retenu pour les déplacements du Président Dwight D. Eisenhower. L’Air Force commanda deux appareils qui furent affectés aux besoins de la Maison-Blanche.

## Absorbé parRockwell
En décembre 1955 Aero Design and Engineering Company avait acheté un vaste terrain, toujours à Bethany, sur lequel débuta en décembre 1956 la construction d’une nouvelle usine. Or le 25 août 1957 un incendie ravagea l’ancienne usine, détruisant la quasi-totalité de l’outillage. La mobilisation des employés et le prêt par Douglas Aircraft d’une équipe d’ingénieurs permettra une accélération de l’achèvement de la nouvelle usine, d’où les premiers avions sortirent dès le 20 décembre 1957.
Début 1958 sortit le Model 720 AltiCruiser, premier avion d’affaires pressurisé au monde. Le 1er juin de la même année le Colonel Willard Rockwell et ses associés achetèrent la totalité du capital d’Aero Design and Engineering Company, qui devient en octobre 1960 Aero Commander Inc, une filiale de Rockwell Standard. Les capacités financières du groupe Rockwell eurent un impact bénéfique sur la gamme : adoption de moteurs à injection, adoption de nouvelle nacelles-moteur, mieux profilées. Les nouveaux modèles furent commercialisés à partir du 1er mars 1960.

## La gamme s'élargit
Rockwell élargit également la gamme en introduisant des monomoteurs: Aero Commander 100 et 200. Depuis 1954 le bureau d’études de Bethany étudiait la faisabilité d’un avion d’affaires à réaction. En 1960 la sortie du petit réacteur General Electric CJ-610 rendit possible de réaliser un avion d’affaires à réaction utilisant les mêmes aéroports que l’Aero Commander. Là encore la capacité financière de Rockwell fut précieuse, permettant à Ted R. Smith (en) de développer un programme ambitieux, le Model 1121 Jet Commander, officiellement annoncé en mai 1961. Le prototype fit ses premiers vols en 1963, le premier avion étant livré en 1965.
En mai 1963, alors que le Model 680FL Grand Commander obtenait sa certification, Ted R. Smith (en) projetait la réalisation d'un bimoteur à aile médiane. Mais le groupe Rockwell refusait en effet de développer d’autres appareils que le Jet Commander. Après un congé de six mois, Ted R. Smith (en) quittait Aero Commander Inc pour développer dans une autre structure l'Aerostar.
Au début des années 1960 l’Aero Commander était un avion d’affaires populaire mais aux performances un peu limitées et le Lycoming GSO-480 n’avait pas une grande réputation de fiabilité. Or Beechcraft venait de mettre sur le marché le King Air équipé de turbines à hélices Pratt & Whitney Canada PT6A. Aero Commander réagit un peu tard en adaptant le tout nouveau turbomoteur  Garrett AiResearch TPE-331 sur le Grand Commander, pour réaliser le Model 680T Turbo Commander, qui effectua ses premiers vols en décembre 1964.

## La fin d'une aventure
Début 1965 Aero Commander Inc se trouva confronté à un sérieux problème : elle devait mettre simultanément sur le marché deux nouveaux avions, le Jet Commander et le Turbo Commander, dont chacun exigeait un investissement de production très important, et ce dans un environnement devenu très compétitif. Beechcraft dominait déjà le marché des biturbopropulseurs d’affaire avec le King Air, la nouvelle gamme de bimoteurs Cessna entrait directement en concurrence avec l’Aero Commander et Piper s’intéressait désormais à ce domaine avec le Navajo. De son côté Lockheed annonçait le JetStar et North American le Sabreliner, tandis qu’en Grande-Bretagne de Havilland mettait déjà en avant le DH-125 et que Bill Lear travaillait activement à la mise au point du Learjet. Il était donc vital d’investir rapidement. Faute de soutien bancaire restait donc la solution d’une fusion pour financer le développement de l’entreprise. Aero Commander Inc se transforma donc en Division Aero Commander de Rockwell Standard Corp.
En 1967 North American Aviation et Rockwell International fusionnèrent pour former North American Rockwell, et Aero Commander en devint la Division Aviation Générale.